# هيرمان كروجر
هيرمان كروجر (بالإنجليزية: Herman Kroeger)‏ هو تاجر وسياسي أمريكي، ولد في 16 ديسمبر 1831، وتوفي في 20 يونيو 1916. حزبياً، نشط في الحزب الديمقراطي. وقد انتخب عضو مجلس ولاية ويسكونسن.